# Jawa 250 typ 353
Jawa 250 Typ 353 — дорожный мотоцикл, производимый в Тынец на Сазаве (Чехословакия) концерном Jawa с 1953 по 1962 год. Вследствие использования качающейся задней вилки до сих пор сохранилось прозвище этих моделей — «Кивачка» 250. Большинство мотоциклов были окрашены в вишнёвый цвет с золотыми полосками, но в версии для экспорта в Германию был доступен и чёрно-серый с золотой полосками.

## Модификации
Jawa 250 Typ 353 стал первым серийным мотоциклом, который имел заднюю подвеску с маятниковой вилкой с парой амортизаторов. От своего предшественника унаследовал двигатель, который имел тот же дизайн. Телескопическая передняя вилка имела спиральные пружины внутри несущих труб. Колёса были изменены, 19-дюймовые уступили место 16-дюймовым колёсным дискам. Два отдельных сиденья, которые были на предшественнике, были заменены на комфортабельное двойное сиденье, под которым разместили отсек для хранения различных предметов. В первые годы производства мотоцикл был оснащён амперметром, размещённым на топливном баке, глушителями типа «рыбий хвост», карбюратором JIKOV 2924H. Сцепление оснащалось полуавтоматом выжима.
В 1954 году начинается производство мотоциклов Typ 353/02 с характерным для двигателей Jawa 250 Typ 353 использованием одного рычага для переключения передач и для пуска двигателя — при переводе его в вертикальное положение он выполнял роль кикстартера.
С 1955 года стал выпускаться Typ 353/03 повышенной мощности 12 л. с., с другими педалями для запуска и переключения и новыми колёсными центрами, спицы колёс стали прямыми, с зацеплением за фланцы тормозных барабанов без отгиба концов.
С 1957 выпускался модернизированный Typ 353/04. Появились глушители шума впуска из пластмассы, с вмонтированными фильтрующими элементами. Они были расположены под передней частью седла и соединялись с карбюратором фигурной резиновой муфтой. В передней вилке пружины стали установливать снаружи неподвижных труб (до этого у всех моделей они были внутри), такое расположение дало возможность использовать пружины большего диаметра.
В марте 1959 был изменён замок зажигания с расположением в корпусе фары, появились «сигарообразные» удлинители глушителя, карбюратор JIKOV Моноблок 2926 (на временных версиях JIKOV 2926 TR) с новым воздушным фильтром.

## Конструкция мотоцикла Jawa 250 Typ 353
Двигатель — одноцилиндровый, двухтактный с воздушным охлаждением. Головка цилиндров из легкого сплава, цилиндр чугунный.
Электрическая система: катушка зажигания, расположенная под топливным баком. Генератор мощностью 45 Вт и регулятор напряжения расположены на валу двигателя с правой стороны. Аккумулятор 6 В, 14 Ач. Свечи зажигания Bosch с резьбой 14x1.25 с теплотворной способностью 225 ед.
Сцепление: многодисковое, пробковые диски, работает в масляной ванне, имеет полуавтомат выжима при переключения передач.
Коробка передач: Сблокирована с двигателем, переключение передач рычагом на левой стороне мотоцикла. Индикатор размещен в замке зажигания на топливном баке. Моторная передача однорядной цепью, работающей в масляной ванне. Задняя передача — цепью в герметичном корпусе. Привод спидометра от коробки передач.
Рама: закрытого типа, из стальных труб с прямоугольным поперечным сечением. Телескопическая передняя вилка с гидравлическими амортизаторами, ход 130 мм (в новой модели 150 мм). Задний маятник на двух гидравлических амортизаторах, ход 100 мм.
Колеса: Сменные, 36-спицевые, размер обода — 16х1.85B.
Тормоза: Барабанные, диаметром 160 мм и шириной колодок 35 мм. Общая площадь фрикционных накладок 98см² на каждом колесе.
Топливный бак: штампованный из листовой стали объёмом 13 литров. В бак встроен выключатель зажигания и амперметр.

## Фотогалерея
- Jawa 250/353 (1956)
- Jawa 250/353/03
- Jawa 250/353 (1958)
- Jawa 250/353 (1959)